# Северен Рейн-Вестфалия
Северен Рейн – Вестфалия (на немски: Nordrhein-Westfalen) е една от шестнадесетте федерални провинции на Германия. Федералната провинция има най-много жители — 17,845 млн.  и най-добре развитата икономика — внася 22% от БВП на страната. Столица на провинцията е Дюселдорф, други по-големи градове са Кьолн, Есен, Дортмунд, Дуисбург, Билефелд, Бон и Мюнстер.

## География
Северен Рейн – Вестфалия заема площ от 34 092 км² и население от 17 845 000 жители. Гъстотата на населението е 523 души/км². . Намира се в западната част на Германия. Граничи с Белгия и Нидерландия. В централната част на провинцията се намира урбанизирания регион Рейн-Рур. Точно тук са разположени градовете Кьолн, Дюселдорф и Бон, както и рурският промишлен комплекс. Рурската област се състои от градовете Есен, Дортмунд, Дуисбург, Бохум и Гелзенкирхен.
За много германци Северен Рейн – Вестфалия е синоним за промишлена област. Въпреки това по-голямата част от федералната провинция се състои от гори и поля. На югозапад, Северен Рейн – Вестфалия обхваща и малка част от областта Айфел, който се намира на границата между Белгия и Рейнланд-Пфалц. Югоизтокът на провинцията е рядко населен. Това са областите Зауерланд и Зигерланд. Северозападната част от Северен Рейн – Вестфалия е част от Северноевропейската низина.
По-големите реки, които преминават през провинцията са: Рейн, Рур, Емс, Липе и Везер. Река Падер, която тече през град Падерборн, се смята за най-късата река в Германия.
Най-високата точка в провинцията е Лангенберг (Langenberg) с височина 843 метра. 

## Административно деление
Северен Рейн – Вестфалия се състои от 5 административни региона (Regierungsbezirke), включващи 30 окръга, 22 града с окръжно значение (kreisfreie Städte) и Аахен, който е особено териториално формирование — едновременно обединяващо в себе си функциите на община, окръг, административен регион и провинциална столица. Общо Северен Рейн – Вестфалия има 396 общини (1997).
Окръзи в Северен Рейн – Вестфалия:
| | | |
| 1. Аахен 2. Боркен 3. Коесфелд 4. Дирен 5. Енепа-Рур 6. Райн-Ерфт 7. Ойскирхен 8. Гитерслох 9. Хайнсберг 10. Херфорд 11. Хохзауерланд | 1. Хекстер 2. Клеве 3. Липе 4. Меркски окръг 5. Метман 6. Минден-Либеке 7. Рейнски окръг Нойс 8. Обербергски окръг 9. Олпе 10. Падерборн | 1. Реклингхаузен 2. Рейнско-бергски окръг 3. Рейн-Зиг 4. Зиген-Витгенщайн 5. Зоест 6. Щайнфурт 7. Уна 8. Фирзен 9. Варендорф 10. Весел |

и няколко самостоятелни града:
| 1. Аахен 2. Билефелд 3. Бохум 4. Бон 5. Ботроп 6. Кьолн 7. Дортмунд 8. Дуисбург | 1. Дюселдорф 2. Есен 3. Гелзенкирхен 4. Олпе 5. Хаген 6. Хам 7. Херне 8. Крефелд 9. Леверкузен | 1. Мьонхенгладбах 2. Мюлхайм 3. Мюнстер 4. Оберхаузен 5. Ремшайд 6. Солинген 7. Вупертал |

Петте административни региона, които съставят двата съюза/обединения (ландшафтсфербанд) на провинцията:
- Рейнланд (LVR)
  - Кьолн
  - Дюселдорф
- Вестфалия-Липе
  - Арнсберг
  - Минстер
  - Детмолд

## История
Северен Рейн – Вестфалия не е исторически обосновала се територия. Първата глава от нейната история е написана от римляните, построили на левия бряг на Рейн своите градове колонии — Кьолн, Бон, Нойс, Крефелд, Ксантен.
От Ксантен, където сега е разположен единственият по рода си археологически парк и където е пресъздаден древният град Улпия Траяна, легионерите на император Варуса са тръгвали на изток да завоюват земите на германци и славяни. Претърпели съкрушително поражение в Тевтобургската гора от Арминия, римляните спират завоевателните походи и укрепват своята граница.
Тези места са били заселени от различни германски племена: саксонци, вестфали, вандали, фризи, алемани и др.
Тук в средата на 17 век е било подписано едно от най-значителните съглашения в германската история — Вестфалския мир, сложил край на 30-годишната война и помирил католици и протестанти. През 19 век, след края на наполеоновите войни, тези земи стават западна част от Прусия, която ги превръща в своята оръжейна ковачница. Оттогава този район на Германия се прославя като Рурската област, „съкровищницата на въглища и стомана“, сега вече, бивша.
Настоящата Северен Рейн – Вестфалия е основана от британската военна окупационна администрация през 1946. Първоначално тя се е състояла от Вестфалия и северните части от Рейнската област — бивши територии на Прусия. През 1947 областта Липе е присъединена към Северен Рейн – Вестфалия, така се оформят днешните граници на федералната провинция. Местните жители обаче все още определят себе си като „рейнци“ или „вестфалци“. След войната новата провинция се развива много бурно и достига своя икономически разцвет през 50-те и 60-те години на 20 век. Стагнацията от началото на 70-те години обаче засяга сериозно текстилната, а след това металургичната и въгледобивната индустрия. Към момента почти всички въглищни мини са затворени, а работещите металургични заводи са само няколко. В последните години икономиката на региона се преструктурира, развиват се отрасли като електроника, микротехника, логистика, информационни технологии и т.н.
Въпреки че Северен Рейн – Вестфалия е един от най-индустриализираните и гъсто населени райони на Европа, две трети от него са гори и долини, а река Рур е станала една от най-чистите на континента. Двадесет процента от територията са природни резервати.

## Знаме
Знамето на Северен Рейн – Вестфалия е зелено-бяло-червено с комбинираните гербове на пруската Рейнска провинция (бяла линия на зелено поле), Вестфалия (белия кон) и Липе (червената роза).
Според една легенда конят във вестфалския герб принадлежи на саксонския водач Видукинд. Други смятат, че конят е свързан с Хайнрих Лъв.

## Архитектурни забележителности
Провинцията е известна със своите замъци подобно на други области в Германия. Но Северен Рейн – Вестфалия се отличава и с висока концентрация на музеи, концертни зали и театри.

### Исторически паметници
- Средновековна архитектура в Аахен
- Бирарията „Hofbräu Früh“ в Кьолн
- Църквата „Св. Рейналд“ и Старият пазар в Дортмунд
- Историческото кметство на Мюнстер
- Дървените парапети в Моншау
- Дворецът „Нордкирхен“

### Съвременна архитектура
- „Zeche Zollern“ в ар нуво стил в Дортмунд
- „Neuer Zollhof“ в Дюселдорф
- Музеят „Къща Ланге и къща Естер“ в Крефелд, проектирани от Лудвиг Мис ван дер Рое
- Фондация „Ланген“ в Нойс
- Окачената железница във Вупертал
- „MARTa Herford“

### Обекти в световното културно и природно наследство на ЮНЕСКО
Обектите, включени в списъка на световното културно и природно наследство на ЮНЕСКО в провинцията, са катедралата в Аахен, Кьолнската катедрала, индустриалният комплекс около въглищните мини „Цолферайн“ в Есен и дворците Аугустусбург и Фалкенлуст в Брюл.
- Аугустусбург и Фалкенлуст в Брюл
- Катедралата в Аахен
- Кьолнската катедрала
- Индустриалният комплекс около въглищните мини „Цолферайн“ в Есен